# اربانا شارا
اربانا شارا (انگلیسی: Arbana Xharra؛ زادهٔ ۱ ژانویهٔ ۱۹۵۳) روزنامه‌نگار اهل آلبانی است.
او از سال ۲۰۰۱ به عنوان یک روزنامه‌نگار مشغول بکار است. وی همچنین برندهٔ جوایزی همچون جایزه بین‌المللی زنان شجاع شده‌است.